# Microplitis bicoloratus
Microplitis bicoloratus är en stekelart som beskrevs av Xu och He 2003. Microplitis bicoloratus ingår i släktet Microplitis och familjen bracksteklar. Inga underarter finns listade i Catalogue of Life.